# クオリア (アルバム)
『クオリア』は、ジンの2枚目のフルアルバム。

## 概要
2008年2月6日に発売。「Vuena Vista」「獅子の種」のシングル曲などを収録した、前作『レミングス』から約11ヶ月振りにリリースとなる2枚目のフルアルバム。初回プレス盤はデジパックケース仕様となっている。
タイトルに冠しているクオリアとは、ラテン語で「感覚」という意味であり、固定観念に囚われず感覚で自分たちの音楽を楽しんで欲しいというメッセージが込められている。
配信限定シングル『獅子の種』の着うたフル購入者を対象に連動特典を実施し、オフィシャルサイトで発表された対象の店舗でアルバムを購入時に着うたフルの再生画面を見せることによってオリジナルピックキーホルダーが貰えるキャンペーンが行われた。
収録曲の歌詞の世界観においても前作『レミングス』からの変化が見られ、『ROCKIN'ON JAPAN』（ロッキング・オン社刊）2008年2月号のインタビューでは、ひぃたん曰く「自分の内面をさらけだしてみようというのがテーマ」と語っている。
なお、本作はこれまで所属していたPalm Beachレーベルからリリースされた最後の作品である（Palm Beachは3月末に運営を解消し、事業解散となっている）。

## 収録曲
全作詞・作曲・編曲：ジン
1. フーガ
  - NHK-FM『ミュージック・スクエア』2008年2・3月度オープニングテーマ
2. Vuena Vista
3. Route 18
4. ワンスモア
5. 夜鷹
6. ハネリ
7. スノーマン
8. 月の花
9. ミスティック
10. 獅子の種
11. パンドラ